# 韦克桑地区莫代图尔
韦克桑地区莫代图尔（法語：Maudétour-en-Vexin，法語發音：[modetuʁ ɑ̃ vɛksɛ̃] ⓘ）是法国法兰西岛大区瓦兹河谷省的一个市镇，属于蓬图瓦兹区。

## 地理
韦克桑地区莫代图尔（49°6'0"N, 1°46'29"E）面积6.55 平方千米，位于法国法蘭西島大區瓦兹河谷省，该省份为法国北部内陆省份，北起瓦兹省，西接厄尔省，南至塞纳-圣但尼省、上塞纳省和伊夫林省，东临塞纳-马恩省。
与韦克桑地区莫代图尔接壤的市镇（或旧市镇、城区）包括：沙尔蒙、安库尔、阿尔蒂、邦特吕、热南维尔、维莱昂纳尔蒂。

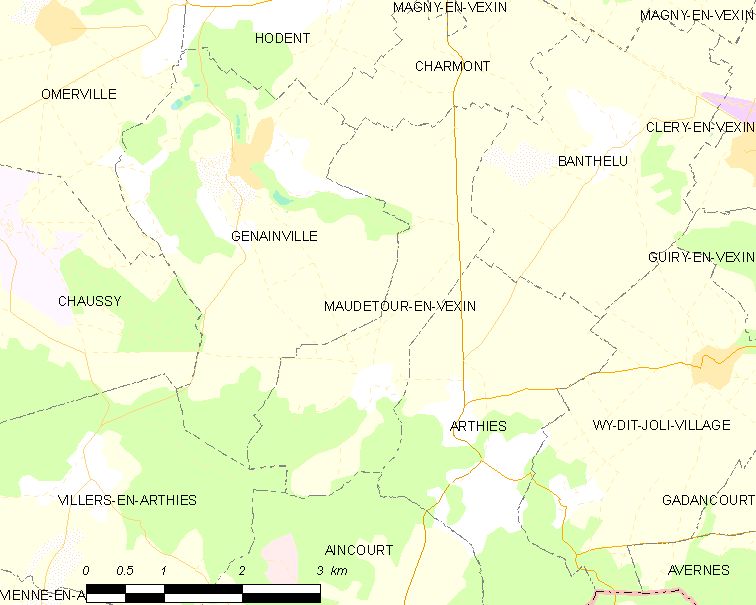
韦克桑地区莫代图尔的OSM定位图

韦克桑地区莫代图尔的时区为UTC+01:00、UTC+02:00（夏令时）。

## 行政
韦克桑地区莫代图尔的邮政编码为95420，INSEE市镇编码为95379。

## 政治
韦克桑地区莫代图尔所属的省级选区为沃雷阿勒县。

## 人口

1962-2008年间韦克桑地区莫代图尔人口变化图示

韦克桑地区莫代图尔于2022年1月1日时的人口数量为203人。